# Montamisé
Montamisé é uma comuna francesa na região administrativa da Nova Aquitânia, no departamento de Vienne. Estende-se por uma área de 31.71 km². Em 2010 a comuna tinha 3 726 habitantes (densidade: 117,5 hab./km²).